# Roman Týce
Roman Týce (Roudnice nad Labem, Provincia, República Checa, 7 de mayo de 1977) es un exfutbolista checo. Jugaba de volante y su primer equipo fue Sparta Praga.

## Selección nacional
Ha sido internacional con la selección de fútbol de República Checa, ha jugado 25 partidos internacionales y ha anotado 1 gol.

## Clubes
| Club               | País            | Año       |
| ------------------ | --------------- | --------- |
| AC Sparta Praga    | República Checa | 1995-1996 |
| Slovan Liberec     | República Checa | 1996-1998 |
| TSV 1860 Múnich    | Alemania        | 1998-2007 |
| SpVgg Unterhaching | Alemania        | 2007-2011 |
| FC Deisenhofen     | Alemania        | 2012-2014 |